# Ivan Rieder
Ivan Rieder (* 3. Dezember 1976 in Thun) ist ein ehemaliger Schweizer Nordischer Kombinierer.

## Werdegang
Sein internationales Debüt gab Rieder im Dezember 1998 im B-Weltcup der Nordischen Kombination. Bei der Nordischen Skiweltmeisterschaft 1999 in Ramsau erreichte er mit dem Team den 9. Platz. Am 3. Januar 2000 gab er in Oberwiesenthal sein Debüt im Weltcup der Nordischen Kombination. Ein Jahr später gelang ihm in Reit im Winkl erstmals der Gewinn von Weltcup-Punkten. Bei der Nordischen Skiweltmeisterschaft 2001 im finnischen Lahti musste er sich in den Einzeldisziplinen mit hinteren Platzierungen begnügen, im Team erreichte er den 10. Platz. Bei den Olympischen Winterspielen 2002 in Salt Lake City gelang ihm gemeinsam mit Andreas Hurschler, Jan Schmid und Ronny Heer im Teamwettbewerb der siebente Platz. Im Einzel erreichte er Platz 42. Bei den Schweizer Meisterschaften in der Nordischen Kombination 2003 in Kandersteg gewann er vor Ronny Heer und Guido Landert den Meistertitel im Einzel. Diesen Erfolg wiederholte er noch einmal 2004 und 2005. Im Gesamtweltcup beendete er die Saison 2003/04 als erfolgreichste seiner Karriere auf dem 26. Platz der Weltcup-Gesamtwertung. Ein Jahr später erreichte Rieder im Sprintweltcup mit Platz 22 die höchste Platzierung der Gesamtwertung. Bei den Olympischen Winterspielen 2006 in Turin verpasste er im Teamwettbewerb mit der Mannschaft nur knapp die Medaillenränge und wurde am Ende Vierter. Im Einzelwettbewerb landete Rieder auf dem 27. und im Sprint auf dem 36. Platz. Bei den Schweizer Meisterschaften in der Nordischen Kombination 2006 in Einsiedeln gewann er noch einmal die Silbermedaille im Einzel. Nach der Saison 2006/07 beendete er seine internationale Karriere.

## Erfolge

### B-Weltcup-Siege im Einzel
| Nr. | Datum             | Ort        | Disziplin               |
| --- | ----------------- | ---------- | ----------------------- |
| 1.  | 20. Dezember 2003 | Ruhpolding | Sprint Grossschanze     |
| 2.  | 9. Januar 2005    | Pragelato  | Sprint Grossschanze     |
| 3.  | 9. Januar 2005    | Karpacz    | Gundersen Normalschanze |

## Statistik

### Teilnahmen an Olympischen Winterspielen
| Jahr und Ort        | Wettbewerb | Wettbewerb | Wettbewerb | Wettbewerb |
| Jahr und Ort        | Gundersen  | Sprint     | Team       |            |
| ------------------- | ---------- | ---------- | ---------- | ---------- |
| 2002 Soldier Hollow | 42.        | –          | 07.        |            |
| 2006 Pragelato      | 27.        | 36.        | 04.        |            |

### Weltcup-Platzierungen
| Saison  | Platz | Punkte |
| ------- | ----- | ------ |
| 1999/00 | 50.   | 132    |
| 2000/01 | 36.   | 242    |
| 2001/02 | 38.   | 295    |
| 2003/04 | 26.   | 138    |
| 2004/05 | 33.   | 122    |
| 2005/06 | 27.   | 181    |
| 2006/07 | 43.   | 058    |